# Klocek-Wybudowanie
Klocek-Wybudowanie – wieś w Polsce, w województwie kujawsko-pomorskim, w powiecie tucholskim, w gminie Tuchola, na obszarze Tucholskiego Parku Krajobrazowego, nad wschodnim brzegiem jeziora Szczuczno.
Do 2023 miejscowość była częścią wsi Klocek.
Do 2007 roku nosiła nazwę Sztuczna.
W latach 1975–1998 Klocek-Wybudowanie administracyjnie należał do województwa bydgoskiego.